# Exitianus picatus
Exitianus picatus är en insektsart som beskrevs av Gibson 1919. Exitianus picatus ingår i släktet Exitianus och familjen dvärgstritar. Inga underarter finns listade i Catalogue of Life.